# أولاد زايد (بني بوزكو الجبل)
أولاد زايد هو دُوَّار يقع بجماعة تنشرفي، إقليم تاوريرت، جهة الشرق في المملكة المغربية. ينتمي الدوّار لمشيخة بني بوزكو الجبل التي تضم 22 دوار. يقدر عدد سكانه بـ 204 نسمة حسب الإحصاء الرسمي للسكان والسكنى لسنة 2004.

## روابط خارجية
- البوابة الوطنية للجماعات الترابية
- المندوبية السامية للتخطيط